# Vieira do Minho (freguesia)
Vieira do Minho es una freguesia portuguesa del concelho de Vieira do Minho, con 8,15 km² de superficie y 2.289 habitantes (2001). Su densidad de población es de 280,9 hab/km².